# 바버라 베인
바버라 베인(Barbara Bain, 1931년 9월 13일 ~ )은 미국의 배우이다.

## 영화
- 온 더 록스

## 텔레비전
- 미션 임파서블
- 월튼네 사람들
- 우주대모험 1999
- 블루문 특급
- 제시카의 추리극장
- 마이 소 콜드 라이프
- 닥터 슬론
- 시티 레인져
- CSI: 과학수사대
- 벤 10: 에일리언 포스
- 코드 블랙